# Jan Saverys
Jan Saverys (Deinze, 31 juli 1924 – Brussel, 25 september 2017) was een Belgisch schilder.

## Levensloop
Saverys was een zoon van de Leieschilder Albert Saverys, die zijn eerste leermeester werd. In de huiskring maakte hij kennis met Constant Permeke, Frits Van den Berghe en Gustaaf De Smet.
Bij zijn vader leerde hij de technieken gebruikt door de expressionisten. Hij ging echter studeren aan de Parijse Académie de la Grande Chaumière en bekeerde zich tot een compleet andere stijl, die van de lyrische abstractie. Zijn werk, woelig maar harmonieus, tekende hij zowel in sombere als in felle kleuren. Hij werkte vaak met houtskool en kleurkrijt op papier.
Dit maakte van Saverys in de jaren vijftig een van de vernieuwers van de schilderkunst in België, samen met schilders zoals Roger Raveel, Jan Burssens, Victor van der Eecken, Elsa Vervaene en Frans Piens, met wie hij in 1948 de groep La Relève oprichtte. In 1952 was hij medestichter van de groep Art Abstrait, met onder meer Jo Delahaut, Pol Bury, Jean Milo en Jean Rets.
Jan Saverys overleed in 2017 op 93-jarige leeftijd.